# Leszek Krzyżanowski
Leszek Jerzy Krzyżanowski (ur. 13 kwietnia 1926 w Stanisławowie, zm. 14 maja 2005) – polski prawnik.

## Życiorys
Od 1932 mieszkał we Lwowie. W 1944 przyjechał do Polski do Rzeszowa i tu złożył egzamin dojrzałości we wrześniu 1945 r. Studia w Akademii Handlowej rozpoczął w Krakowie, a ukończył we Wrocławiu w 1950  w Wyższej Szkole Ekonomicznej. Absolwent z 1952 Uniwersytetu Wrocławskiego oraz z 1956 Politechniki Wrocławskiej. W październiku 1951 rozpoczął pracę naukową w Politechnice Wrocławskiej jako starszy asystent w Zakładzie Ekonomii. Od 1977 profesor na Wydziale Informatyki i Zarządzania Politechniki Wrocławskiej. Prorektor Politechniki Wrocławskiej (1972-1981). Jest autorem podręcznika pt. "Podstawy nauki o organizacji i zarządzaniu".